# Filip Đuričić
Filip Đuričić (în sârbă Филип Ђуричић, pronunțat [fǐlip dʑǔritʃitɕ]; n. 30 ianuarie 1992) este un fotbalist sârb care joacă pe postul de mijlocaș ofensiv pentru clubul grec Panathinaikos și echipa națională a Serbiei.

## Cariera pe echipe

### Primii ani
Đuričić a început să joace fotbal la echipa locală Obrenovac 1905, după care s-a mutat la grupele de tineret ale lui Staua Roșie Belgrad. În 2007, s-a mutat în Grecia și a petrecut un an la Olympiakos. După Olympiacos, a jucat fotbal la clubul său natal Radnički Obrenovac, după care a semnat cu Heerenveen în ianuarie 2010. El și-a făcut debutul pe 20 februarie împotriva lui RKC Waalwijk, meci în care a dat o pasă de gol.

### Benfica
La 23 februarie 2013, s-a confirmat faptul că Đuričić, alături de colegul său din echipa națională Miralem Sulejmani, au trecut testele medicale. A semnat un contract pe cinci ani cu Benfica, cu clubul plătind în schimbul său 6 milioane de euro. O săptămână mai târziu, Benfica a dezvăluit că contractul pe care Đuričić l-a semnat are o clauză de rezilierede 40 de milioane de euro. Đuričić a debutat pentru Benfica pe 18 august 2013, marcând primul său gol împotriva lui Anderlecht în Liga Campionilor UEFA.

#### Împrumuturi
Fiind folosit rar pe tot parcursul sezonului, Đuričić a fost împrumutat la 1. FSV Mainz 05 pentru un sezon la 23 iulie 2014, cu o opțiune de cumpărare definitivă pentru 12,5 milioane de euro. El a debutat la Mainz la 15 august 2014 într-un meci de DFB-Pokal împotriva lui Chemnitzer FC. La 2 februarie 2015, Đuričić a fost împrumutat la Southampton din Premier League până la sfârșitul sezonului. La 25 ianuarie 2016, el a semnat un contract cu clubul belgian Anderlecht, care l-a împrumutat până în iunie.

### Sampdoria
După ce a fost inițial împrumutat la UC Sampdoria până la sfârșitul sezonului 2016-2017, în ianuarie 2017 Đuričić a fost transferat definitiv.

## La națională
Đuričić a debutat pentru echipa națională a Serbiei la 29 februarie 2012 într-un meci amical împotriva Ciprului. În data de 11 septembrie 2012, el a marcat primul său gol pentru echipa națională a țării sale împotriva Țării Galilor în calificările pentru Campionatul Mondial din 2014.